# I. e. 18
Évszázadok: i. e. 2. század – i. e. 1. század – 1. század
Évtizedek: i. e. 60-as évek – i. e. 50-es évek – i. e. 40-es évek – i. e. 30-as évek – i. e. 20-as évek – i. e. 10-es évek – i. e. 1-es évek – 1-es évek – 10-es évek – 20-as évek – 30-as évek
Évek: i. e. 23 – i. e. 22 – i. e. 21 – i. e. 20 –  i. e. 19 – i. e. 18 – i. e. 17 – i. e. 16 – i. e. 15 – i. e. 14 – i. e. 13

## Események

### Római Birodalom
- Publius Cornelius Lentulus Marcellinust és Cnaeus Cornelius Lentulust választják consulnak.
- Augustus császár törvényeket vezet be a felsőbb osztályok népességfogyásának megállítására. Korlátozzák a házasulandó korú, de nem házas férfiak és nők jogait (nem örökölhetnek, nem vehetnek részt játékokon), jutalmazzák azokat, akik három fiút felneveltek; emellett korlátozzák a társadalmi rétegek közötti házasságot és szigorúan büntetik a házasságtörést. Évekkel később a császár paráználkodó lányát és lányunokáját is száműzték a törvény alapján.
- Augustus 600 főben korlátozza a szenátus létszámát, amely a polgárháborúk során több mint ezerfősre duzzadt.
- A szenátus újabb 5 évre meghosszabbítja Augustus proconsuli imperiumát (uralkodói jogköreit).

### Korea
- Ondzso megalapítja Pekcse királyságát.

## Születések
- Arminius, germán hadvezér

## Fordítás
- Ez a szócikk részben vagy egészben  a(z)   18 av. J.-C. című francia Wikipédia-szócikk ezen változatának fordításán alapul.  Az eredeti cikk szerkesztőit annak laptörténete sorolja fel. Ez a jelzés csupán a megfogalmazás eredetét és a szerzői jogokat jelzi, nem szolgál a cikkben szereplő információk forrásmegjelöléseként.